# Ponte Rio-Antirio
A Ponte Rio-Antirio (em grego:  Γέφυρα Ρίου-Αντιρρίου), oficialmente Ponte Charilaos Trikoupis, em homenagem ao estadista que primeiro a imaginou, é a segunda maior ponte estaiada do mundo. Ela atravessa o golfo de Corinto, perto de Patras, ligando a cidade de Rio, no Peloponeso, até Antirio, na Grécia continental.
O custo total da ponte foi de cerca de 630 milhões de euros, financiado por fundos gregos e pelo Banco Europeu de Investimento.